# Gare de Foshan-Ouest
La gare de Foshan-Ouest(chinois : 佛山西站 ; pinyin : Fóshān xī zhàn) est une des principales gares situées dans le district de Nanhai, à Foshan, dans la province chinoise du Guangdong. Les travaux de construction ont débuté le 26 février 2013. La gare a ouvert le 18 août 2017, elle est desservie par la ligne régionale inter-cités « Guangzhou Sud (Gare de Canton Sud) – Foshan – Zhaoqing » (en) et par 2 lignes à grande vitesse (LGV) :  « Nanning – Guangzhou Sud » et « Guiyang - Guilin  – Yangshuo - Guangzhou Sud ».